# Udzima wa ya Masiwa
Udzima wa ya Masiwa este imnul național din Insulele Comore.